# Campionati norvegesi di sci alpino 1993
I Campionati norvegesi di sci alpino 1993 si svolsero a Hafjell, Kvitfjell e Oppdal tra il 1º e il 6 aprile. Il programma incluse gare di discesa libera, supergigante, slalom gigante, slalom speciale e combinata, sia maschili sia femminili.

## Risultati

### Uomini

#### Discesa libera
| Pos. | Atleta              | Nazione  | Tempo   |
| ---- | ------------------- | -------- | ------- |
| 1    | Trond-Øyvind Gimle  | Norvegia | 1:29,59 |
| 2    | Kjetil André Aamodt | Norvegia | 1:29,91 |
| 3    | Jan Einar Thorsen   | Norvegia | 1:30,13 |

Data: 2 aprile

Località: Kvitfjell

#### Supergigante
| Pos. | Atleta              | Nazione  | Tempo   |
| ---- | ------------------- | -------- | ------- |
| 1    | Kjetil André Aamodt | Norvegia | 1:38,34 |
| 2    | Sverre Melby        | Norvegia | 1:39,14 |
| 3    | Asgeir Linberg      | Norvegia | 1:39,24 |

Data: 4 aprile

Località: Kvitfjell

#### Slalom gigante
| Pos. | Atleta              | Nazione  | Tempo   |
| ---- | ------------------- | -------- | ------- |
| 1    | Kjetil André Aamodt | Norvegia | 2:04,04 |
| 2    | Lasse Kjus          | Norvegia | 2:06,08 |
| 3    | Mads Mørch          | Norvegia | 2:07,29 |

Data: 5 aprile

Località: Oppdal

#### Slalom speciale
| Pos. | Atleta                         | Nazione  | Tempo   |
| ---- | ------------------------------ | -------- | ------- |
| 1    | Finn Christian Jagge           | Norvegia | 1:55,54 |
| 2    | Mads Mørch                     | Norvegia | 1:58,34 |
| 3    | Harald Christian Strand Nilsen | Norvegia | 1:58,56 |

Data: 6 aprile

Località: Oppdal

#### Combinata
| Pos. | Atleta              | Nazione  |
| ---- | ------------------- | -------- |
| 1    | Hans Petter Buraas  | Norvegia |
| 2    | Lasse Arnesen       | Norvegia |
| 3    | Per Fredrik Spieler | Norvegia |

### Donne

#### Discesa libera
| Pos. | Atleta         | Nazione  | Tempo   |
| ---- | -------------- | -------- | ------- |
| 1    | Astrid Lødemel | Norvegia | 1:56,41 |
| 2    | Siri Kvinlog   | Norvegia | 1:57,29 |
| 3    | Jeanette Lunde | Norvegia | 1:57,53 |

Data: 1º aprile

Località: Hafjell

#### Supergigante
| Pos. | Atleta            | Nazione  | Tempo   |
| ---- | ----------------- | -------- | ------- |
| 1    | Astrid Lødemel    | Norvegia | 1:13,74 |
| 2    | Anne Berge        | Norvegia | 1:13,86 |
| 3    | Marianne Kjørstad | Norvegia | 1:14,25 |

Data: 4 aprile

Località: Kvitfjell

#### Slalom gigante
| Pos. | Atleta              | Nazione  | Tempo   |
| ---- | ------------------- | -------- | ------- |
| 1    | Kari Anne Saude     | Norvegia | 2:21,43 |
| 2    | Marianne Kjørstad   | Norvegia | 2:22,14 |
| 3    | Caroline Gedde-Dahl | Norvegia | 2:22,56 |

Data: 5 aprile

Località: Oppdal

#### Slalom speciale
| Pos. | Atleta              | Nazione  | Tempo   |
| ---- | ------------------- | -------- | ------- |
| 1    | Caroline Gedde-Dahl | Norvegia | 1:32,95 |
| 2    | Marianne Kjørstad   | Norvegia | 1:33,52 |
| 3    | Astrid Lødemel      | Norvegia | 1:35,96 |

Data: 6 aprile

Località: Oppdal

#### Combinata
| Pos. | Atleta         | Nazione  |
| ---- | -------------- | -------- |
| 1    | Astrid Lødemel | Norvegia |
| 2    | Siri Kvinlog   | Norvegia |
| 3    | Hege Holen     | Norvegia |